# عرن صوفي
العرن الصوفي أو عشبة الجرح (باللاتينية: Hypericum lanuginosum) نوع نباتي ينتمي إلى جنس العرن من الفصيلة العرنية.

## الموئل والانتشار
موطنه بلاد الشام وتركيا.